# Laurent Gerra
Laurent Gerra, född 29 december 1967, är en fransk imitatör, humorist, komiker, skribent och serieskapare. 
Gerra har framför allt gjort sig känd som imitatör, i såväl radio och på TV, som på scen. Sedan 1999 har han också skrivit ett flertal böcker.
Efter serietecknaren Morris död, anlitades Gerra, tillsammans med illustratören Achdé som författare respektive tecknare på Morris westernserie Lucky Luke. In alles kom Gerra att skriva tre album med Luke: "Lucky Luke går över gränsen" (La belle Province, 2004), "Bröderna Dalton – Fast i snaran" (La corde au cou, 2006), samt "Mannen från Washington" (L'homme de Washington, 2008).